# Novum Testamentum Graece

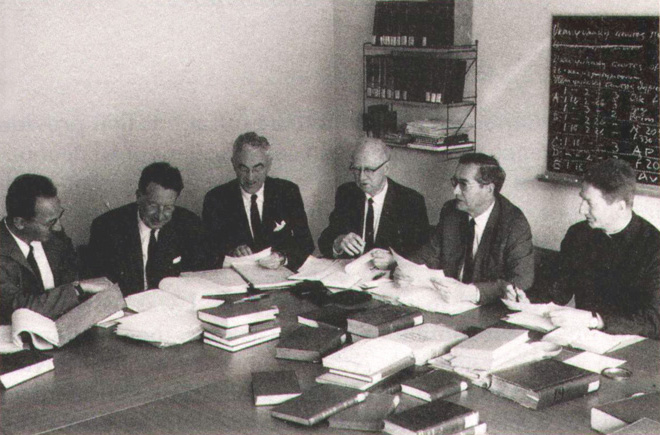
Le comité du NTG, de droite à gauche : Carlo Maria Martini, Kurt Aland, Allen Wikgren, Bruce Metzger, Matthew Black et Klaus Junack (assistant d'Aland), dans les années 1980.

Le Novum Testamentum Graece (expression latine signifiant « Nouveau Testament en grec ») est le compendium qui rassemble le corpus néotestamentaire dans sa langue d'origine, le grec ancien, en une édition critique qui fait référence et sert de base aux travaux universitaires  d'exégèse et de traduction. L'actuelle version de référence est la 28e édition du Novum Testamentum Graece de Nestle-Aland (2012), texte établi sous la direction d'Eberhard Nestle, d'Erwin Nestle, de Kurt Aland et de Barbara Aland, et connu sous l'abréviation « NA28 ».

## Histoire

### Premières éditions du Nouveau Testament en grec
Plusieurs éditions ont précédé les travaux de Nestle-Aland. La Bible polyglotte d'Alcalá fut l'œuvre du cardinal Cisneros, imprimée en 1514 mais publiée seulement en 1520. La première édition publiée du Nouveau Testament en grec fut le Novum Instrumentum omne d'Érasme en 1516, qu'il accompagna de sa nouvelle traduction personnelle en latin plus précise que la Vulgate de Jérôme.
Diverses éditions du Nouveau Testament en grec furent publiées par la suite, dont celles de Tischendorf, de Bernhard Weiss, de Francis Burkitt, et de Wescott et Hort en 1881 (Westcott and Hort|Westcott et Hort), jusqu'à la première parution du travail d'Eberhard Nestle en 1898.

## Méthodologie
Les principales sources du NA28 sont les papyrus des IIe et IIIe siècles et plusieurs siècles après, le Codex Sinaïticus (IVe siècle), le Codex Vaticanus (IVe siècle) et le Codex Bezae (Ve ou VIe siècle).
À l’exception du Codex Vaticanus et du Codex Bezae, ces manuscrits n’ont été retrouvés qu’aux XIXe et XXe siècles. Ils offrent aujourd’hui une qualité de sources qui n’était pas accessible auparavant. Depuis la vingt-sixième édition (le NA26), ces sources sont prises en compte dans le Novum Testamentum Graece.

## Édition latin-grec de Nestle
Il en existe une version réunissant en parallèle le texte grec et le texte latin, qui fait apparaître par endroits des petits écarts, en particulier dans la prière du Notre Père chez Matthieu (6, 9) et chez Luc (11, 1-4) où le terme grec ἐπιούσιον (épiousion) commun aux deux évangiles est traduit en latin chez Matthieu par supersubstantialem ("supersubstantiel"), et chez Luc par quotidianum ("quotidien"). 
Citons encore, à titre d'exemple la première épitre de Jean (5,7-8), où le verset "Quoniam tres sunt, qui testimonium dant in caelo: Pater, Verbum et Spiritus sanctus, et hi tres unum sunt" ("Puisqu'ils sont trois, qui rendent témoignage dans le Ciel: le Père, le Verbe et le Saint Esprit, et ces trois sont un") est présent dans le texte latin mais absent dans le texte grec. 
Cette édition bilingue du Nouveau Testament de Nestlé-Alland est un bon instrument pour comparer les versions les plus anciennes du texte biblique, en grec et en latin.